# Nelli Rokita
Nelli Rokita-Arnold (ur. 26 czerwca 1957 w Czelabińsku) – polska polityk, posłanka na Sejm VI kadencji z listy Prawa i Sprawiedliwości, była przewodnicząca polskiej sekcji Europejskiej Unii Kobiet i doradca prezydenta Lecha Kaczyńskiego.

## Życiorys

### Rodzina i wykształcenie
Pochodzi z niemieckiej rodziny osiadłej w XIX wieku w Gruzji. Jej ojciec Aleksander został aresztowany przez stalinowskie władze, a następnie zesłany do Czelabińska, gdzie zmuszony był pozostać przez kilka lat. Zwolniony w 1948, został dyrektorem tamtejszego przedsiębiorstwa transportowo-naprawczego.
Gdy Nelli Rokita miała dziewięć lat, jej rodzina przeniosła się do miejscowości Frunze w Kirgistanie. W 1976 cała rodzina przeprowadziła się do Republiki Federalnej Niemiec. Rodzice i brat osiedlili się w Hanowerze, ona sama zaś w Hamburgu, gdzie studiowała historię, germanistykę i filologię słowiańską. Deklaruje znajomość sześciu języków, mówi po polsku (z akcentem rosyjskim).

### Działalność polityczna
Do 2001 była związana ze Stronnictwem Konserwatywno-Ludowym i wydawała co miesiąc partyjny informator. W 2002 zasiadała we władzach krajowych SKL-RNP, jednak wkrótce przeszła do Platformy Obywatelskiej. W 2003 została przewodniczącą Europejskiej Unii Kobiet, a w 2005 przewodniczącą sekcji polskiej tej organizacji. W styczniu 2007 odeszła z Platformy Obywatelskiej.
14 września 2007 została powołana na stanowisko doradcy prezydenta Lecha Kaczyńskiego do spraw kobiet. Tego samego dnia jej mąż ogłosił wycofanie się z polityki, motywując swoją decyzję miłością do żony.
22 września tego samego roku na konwencji wyborczej PiS w Rzeszowie Nelli Rokita ogłosiła, że będzie startować w wyborach do Sejmu z list tego ugrupowania. Wystartowała w wyborach do Sejmu VI kadencji jako bezpartyjna kandydatka z drugiego miejsca na liście Prawa i Sprawiedliwości w okręgu warszawskim. Otrzymała 6367 głosów, uzyskując mandat.
8 listopada 2007 przestała pełnić funkcję doradcy prezydenta Lecha Kaczyńskiego ds. kobiet. W 2011 startowała z ramienia PiS do Senatu w okręgu podwarszawskim nr 41, nie uzyskując mandatu.

## Życie prywatne
26 lipca 1994 zawarła w Krakowie związek małżeński z Janem Rokitą. Przed ślubem przeszła na katolicyzm. Z pierwszego małżeństwa ma córkę Katarzynę.
Członkini Stowarzyszenia Siemacha, a także wolontariuszka w prowadzonym przez to stowarzyszenie domu dziecka w Odporyszowie koło Tarnowa.